# Пустовалов, Александр Сергеевич
Алекса́ндр Серге́евич Пустова́лов, более известный как Са́ша Солда́т (25 сентября 1973, Москва, РСФСР, СССР) — киллер Ореховской ОПГ. На его счету 22 доказанных убийства, в том числе убийство известного киллера Александра Солоника, убийства лидеров и авторитетов ОПГ, сотрудников милиции и прокуратуры. 17 августа 2005 года решением Московского городского суда был приговорён к 23 годам лишения свободы за 18 доказанных на тот момент убийств. В декабре 2016 года был признан виновным ещё в 4 убийствах. Новый приговор составил 24 года лишения свободы с учётом уже отбытого в исправительной колонии срока. Отбывал наказание в ИК-9 в Тверской области. 18 ноября 2023 года выпущен на свободу с ограничениями.

## Ранние годы
Пустовалов родился в небогатой русской семье в Москве. Он воспитывался матерью, которая работала воспитательницей в детском саду. В школе Александр показал неплохие достижения по дзюдо и получил разряд. Также он вступил в народную дружину и помогал милиции. Мать отдала его в музыкальную школу. После окончания 8 классов Пустовалов пошёл работать на Завод имени Хруничева и запомнился заводчанам тем, что ему удавались операции, которые не могли выполнять опытные рабочие. В 1991—1993 годах Пустовалов служил на флоте, в морской пехоте. После окончания службы на флоте Пустовалова не взяли на службу в подразделение специального назначения МВД СОБР, так как у него не было высшего образования, а от патрульно-постовой службы он отказался сам. Во время драки в баре Пустовалов познакомился с «ореховской» бандой и был принят в её ряды. У «орехово-одинцовских» он получил прозвище «Саша Солдат». В числе убийц он отличался сметливостью и умением выходить из самых неожиданных ловушек, не знал жалости. В банде выполнял функции заместителя и телохранителя Сергея Буторина по кличке «Ося» и его помощника Дмитрия Белкина по кличке «Белок».

## Преступная деятельность

### Начало
В августе 1995 года Пустовалов совершил одно из первых своих убийств: ликвидировал вора в законе ассирийца Александра Биджамо. Биджамо не договорился с коммерсантами, опекаемыми «ореховскими». Биджамо был взволнован, предварительно ему заявили: «Забираем всё!». «Стрелка» для выяснения была назначена за памятником Юрию Долгорукому. На встречу от «ореховских» прибыли Саша Солдат и его сообщник Киря (Кириллов). Биджамо привёз с собой криминального авторитета Геннадия Уткина, проведшего в заключении не менее пятидесяти лет. Биджамо полагал, что опытный Уткин умело «разрулит» конфликт с несговорчивыми собеседниками, после чего всё «утрясётся по-честному».
По договорённости к Биджамо подошёл человек с газетой и указал на столик, где сидели Пустовалов с Кирилловым, но как только ассирийцы подошли, по ним открыли огонь из двух пистолетов. В итоге три человека были убиты и один ранен. Ассирийцы не посмели ответить «ореховским».
В конце 1996 года Пустовалов по приказу Буторина расстрелял двух лидеров Кунцевской ОПГ: Александра Калигина и Игоря Панина. В феврале 1996 года интересы ореховцев пересеклись с делами другого криминального авторитета Кутепова, хорошо известного среди Долгопрудненской, Сокольнической и Мазуткинской группировок.
Изначально планировалось, что Кутепова убьют «коптевские» с «орлами» Буторина, но в итоге этим занялись Пустовалов и Марат Полянский. Дожидаясь выхода из дома Кутепова, они довольно долго просидели в машине. Кутепов был убит выстрелами из машины.
По просьбе Дмитрия Белкина Буторин откомандировал Пустовалова для возмещения «морального ущерба» к кафе возле Сетуни. Пустовалов и его стрелки атаковали кафе через основной и чёрный ход, полностью разрядив магазины по мишеням. Сделав своё дело, убийцы покинули кафе, оставив три трупа и корчащегося от боли раненого.
В декабре 1996 года «ореховские» были заняты поисками Кюльбякова, лидера греческой группировки. 25 февраля 1997 года Саша-Солдат, Сергей Соболев и Марат и Руслан Полянские ужинали в ресторане «Санта-Фе» на Мантулинской улице, когда в зал неожиданно вошёл Кюльбяков. «Ореховские» немедленно сообщили в штаб о нежданной встрече и получили распоряжение Буторина: «Валить сразу и без колебаний!» Пустовалов, стреляя из «Глока», убил Кюльбякова и ранил охранника в живот.
В июне 1997 года, когда МУРовцы ликвидировали Курганскую ОПГ, Сергей Буторин посчитал это «новое обстоятельство» дополнительной причиной для организации убийства «коптевских», чем и занялся Пустовалов — проникнув на их находившуюся неподалёку от озера Круглое дачу, застрелил их, перенеся тела в подвал сауны, разделал сапожным ножом, упаковал в пакеты и побросал в озеро.
В том же году прямо напротив здания ГУВД Пустовалов расстрелял машину лидера Коптевской ОПГ Василия Наумова из автомата Калашникова. От полученных ранений Наумов скончался на месте.
В числе ореховских был некий Горюшкин, который регулярно употреблял наркотики, чем вызвал неприязнь у руководителей банды. 16 июля 1996 года один из заговорщиков вызвал Горюшкина из квартиры под незначительным предлогом. На автомобиле его привезли в лес возле деревни Грязь Московской области. Горюшкина повалили на землю, связали ему руки и ноги скотчем и привязали к дереву. Выкопав яму, члены банды поочерёдно душили Горюшкина, затем Пустовалов перерезал ему шею, расчленил труп и сбросил в яму. Другой член банды, также наркоман, Мещенко был убит 21 августа 1996 года. Товарищи под предлогом встречи привезли его в московскую квартиру, где все вместе начали распивать спиртные напитки. Пустовал неожиданно подошёл к Мещенко сзади, напал и задушил его, затем перенёс труп в ванную комнату и расчленил. Останки были помещёны в две сумки и на автомобилях вывезены в Подмосковье.

### УбийствоАлександра Солоника
В конце 1996 года Буторин начал опасаться, что активно разыскиваемый и много знающий Солоник, который после побега из Матросской тишины скрывался в Греции, где жил в роскошной вилле со своей подругой Светланой Котовой (финалисткой «Мисс Россия-1996»), может много рассказать о «заказах». Для ликвидации Солоника был разработан план: за помощью Буторин обратился к лидерам Медведковской ОПГ братьям Андрею и Олегу Пылёвым («Малой» и «Саныч»). Их задача состояла в том, чтобы скрывавшийся в то время в Греции киллер Алексей Шерстобитов («Лёша-Солдат») установил на вилле Солоника подслушивающую аппаратуру. Прослушивая плёнку, Буторин услышал фразу, сказанную Солоником: «Осю пора валить!». Тогда Буторин принял решение «валить» самого Солоника. На задание в Грецию был отправлен «Саша-Солдат» и ещё трое боевиков — Александр Шарапов («Шарап»), Андрей Гусев («Макар») и Андрей Филиппов («Мазурик»), причём, в целях конспирации, боевики вылетели в Грецию по двое, разными рейсами, и в разное время без оружия.
Боевики поселились на шикарной вилле, которая находилась неподалёку от дома, где Солоник жил вместе с подругой Светланой Котовой. Чтобы не вызвать опасений, к Солонику пошёл имевший с ним хорошие отношения «Саша-Солдат». Пустовалов пригласил Солоника на следующий день «отдохнуть в городе». Ничего не подозревавший киллер согласился и ночью заехал вместе с Котовой на виллу к «ореховским». Боевики пригласили Солоника и его подругу выпить. Во время непринуждённой беседы Гусев неожиданно одним ударом сбил Солоника с ног. Затем Гусев и Шарапов держали Солоника за руки и ноги, «Саша-Солдат» набросил ему на шею верёвку и долго душил, а Филиппов слегка придушил Светлану Котову. После этого Пустовалов убил Котову, сломав ей подъязычную кость, а затем расчленил труп в ванне и сложил её останки в чемодан. Тело Солоника бандиты вывезли в лесистую местность и там закопали. Останки Котовой бросили в заранее выкопанную яму в другом месте. Тело нашли благодаря схеме, которую сами «ореховские» подкинули рубоповцам, находившимся в те дни в Греции. Труп Солоника был обнаружен 2 февраля 1997 года. Останки его подруги Светланы Котовой нашли только через 3 месяца.
Позже на суде Пустовалов заявил:

… Пока собирали на стол, я успел отрезать шнур от утюга. Потом просто: придушил слегка Сашку за шею, повалил на пол, и там уже всё. Потом кончили Светлану, она успела крикнуть. Солоник был одет в рубашку, цвет не помню, серые брюки с ремнём, лёгкие туфли. И ещё: все технические вопросы по Солонику я обсуждал с Буториным по телефону.

### Ложные обвинения
Бывало, что Пустовалова подозревали в преступлениях, которые он не совершал. Так, долгое время считалось, что в 1998 году «Саша-Солдат» получил заказ от «Оси» на убийство следователя по особо важным делам спецпрокуратуры Одинцовского района Юрия Керезя, так как Керезь вышел на след партнёра Буторина Дмитрия Белкина, который лично осуществлял руководство «одинцовским» крылом «ореховской» ОПГ. Позже многие опытные следователи, рассуждая про уникальную Ореховскую ОПГ, говорили: «Такие дела бывают раз в жизни», что, в случае с Керезем, и произошло — ему несколько раз выстрелили в голову. Следователь скончался на месте. Было известно, что киллер два дня лежал в грязи под стеной прокуратуры, изображая пьяного бомжа, это было расценено, как метод, присущий спецназовцу Пустовалову, имеющему склонность к импровизации. Однако, на основании признательных показаний телохранителя «Оси» Марата Полянского, несмотря на крайне сомнительные доказательства и разногласия присяжных, суд посчитал, что Керезя убил не Пустовалов, а другой человек, по фамилии Пронин, при этом суд согласился с тем, что заказчиком убийства Керезя однозначно был Белкин. Кроме этого, эпизод заказа Керезя Буториным испанская сторона, с которой Россия перед экстрадицией «Оси» согласовывала будущие обвинения, сочла недоказанным, и ему он не был вменён, соответственно, под сомнение было поставлено и участие Пустовалова в покушении на неугомонного «важняка».

## Арест и суд
Александр Пустовалов был арестован 19 ноября 1999 года, при аресте сопротивления не оказывал. На допросах Саша-Солдат спокойно признавался в совершении убийств. Однако, в отличие от Солоника, чужого на себя не брал и говорил следователям: «Вот что докажете — то моё». На вопрос, зачем убивал, отвечал: «Я солдат, это моя работа». В среде специалистов существовало мнение, что Александр Солоник «хотя и был стрелок от Бога, но даже близко к Пустовалову не стоял». Следствие по делу Пустовалова длилось около пяти лет. За это время про «Сашу-Солдата» были написаны десятки статей, а родственники погибших от рук Пустовалова надеялись, что киллера посадят пожизненно. На суде Пустовалов полностью признал свою вину, раскаялся в содеянном и попросил о снисхождении. Суд учёл его раскаяние и активное сотрудничество со следствием. 19 мая 2004 года в Московском городском суде состоялся суд, где помимо Пустовалова на скамье подсудимых сидели ещё 12 членов Ореховской ОПГ. Александр Пустовалов был признан виновным в 13 убийствах и приговорён к 22 годам тюрьмы. 17 августа 2005 года состоялось повторное судебное заседание в Мосгорсуде, где Пустовалов был признан виновным в участии в устойчивой вооружённой группе (бандитизм) и в преступном сообществе. Окончательный срок лишения свободы составил 23 года лишения свободы.
В декабре 2016 года признан виновным в совершении ещё 4 эпизодов преступлений, предусмотренных статьями «умышленное убийство при отягчающих обстоятельствах, из корыстных побуждений, более двух лиц, по предварительному сговору группой лиц». Назначено наказание в виде 9 лет лишения свободы, и по совокупности преступлений, путём частичного сложения назначенного наказания и наказания по приговору Мосгорсуда в 2005 году, Пустовалову окончательно назначено наказание в виде 24 лет колонии строгого режима.
Пустовалов был освобождён из заключения 18 ноября 2023 года.
В СМИ ходили спекуляции о том, что Пустовалов якобы был членом мифической группировки «Белая стрела», подчинявшейся силовым структурам РФ и осуществлявшей внесудебные расправы над членами организованных преступных группировок, не представшими перед судом по тем или иным причинам.

## В массовой культуре
- Документальный фильм «Не дожившие до пожизненного заключения» (3 серии) из цикла Вахтанга Микеладзе «Приговорённые пожизненно»